# Anton Greven (Maler)
Johann Anton Greven (* 18. April 1810 in Köln; † 18. Dezember 1838 ebenda) war ein deutscher Genremaler und Lithograf der Düsseldorfer Schule.

## Leben

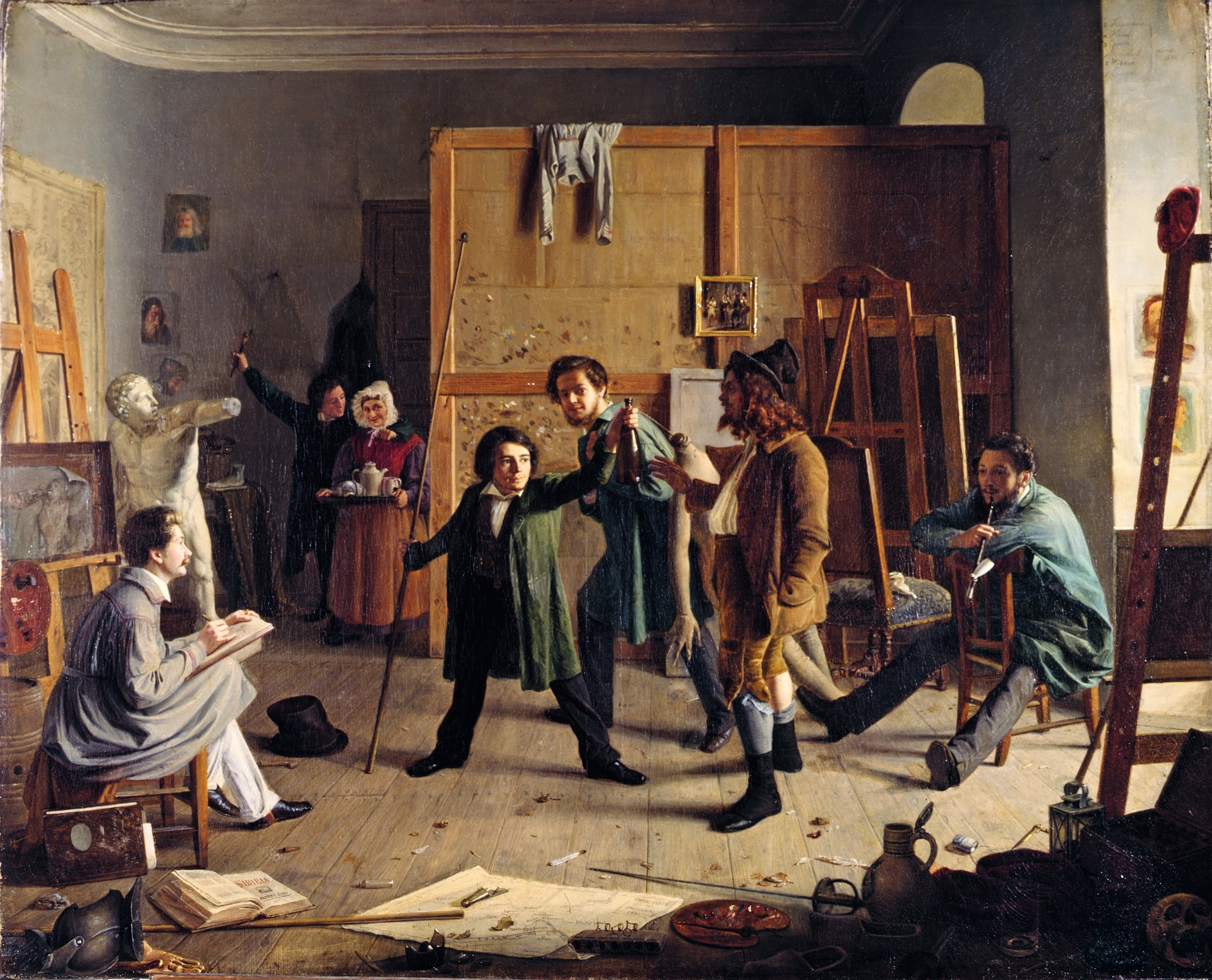
Atelierszene, Gemälde von Johann Peter Hasenclever, 1836 – in der Bildmitte: der kleinwüchsige Anton Greven mit Malstock und Weinflasche

Anton war der Sohn des Hutfabrikanten Laurenz Greven und seiner Ehefrau Anna Catharina geb. Marx.
Greven, kleinwüchsig und an einer Kyphose leidend, studierte an der Kunstakademie Düsseldorf. Dort war er in den Jahren 1831 bis 1836 Schüler von Theodor Hildebrandt, der ihm gute Anlagen bescheinigte. Innerhalb der Düsseldorfer Schule gehörte Greven zum Kreis um Johann Peter Hasenclever. Als zentrale Figur porträtierte dieser ihn im Genrebild Atelierszene. Mit Hasenclever zog Greven 1838 nach München. Nach einem halben Jahr kehrte er in sein Kölner Elternhaus zurück, wo er bald darauf nur 28-jährig starb. 
Der Kölner Lithograf Johann Caspar Baum schuf 1839 ein Bildnis Grevens.

## Werke (Auswahl)
Aufgrund seiner kurzen Lebenszeit sind nur wenige Bilder Grevens bekannt, neben spätromantischen Bildthemen auch humorvolle Darstellungen im rheinischen Wein- und Wirtshausgenre.
- Graf Eberhard der Rauschbart (nach einem Gedicht von Uhland), ausgestellt in der Kunstausstellung des Kunstvereins für die Rheinlande und Westfalen, Düsseldorf 1834[3]
- Der Rittersmann und sein Liebchen (Ein spanischer Ritter mit seiner Liebsten), ausgestellt in der Kunstausstellung des Kunstvereins für die Rheinlande und Westfalen, Düsseldorf 1836
- Der Schenk von Limburg
- Das zerschnittene Tischtuch[4]
- Der Brautwerber, Lithografie
- Die zechenden Klosterbrüder, unvollendet[5]